# 防府南基地
座標: 北緯34度01分10秒 東経131度32分30秒 / 北緯34.01944度 東経131.54167度
防府南基地（ほうふみなみきち、JASDF Houfu Minami Air Base）は、山口県防府市中関に所在し、航空教育隊等が配置されている航空自衛隊の基地。飛行場施設は有していない。この基地では、空士として採用された隊員の初等教育、及び初任空曹に対する教育を行っている。
基地司令は、航空教育隊司令が兼務。

## 配置部隊
- 航空教育隊司令部
  - 第1教育群
  - 基地業務群
- （航空警務隊）防府地方警務隊

## 沿革
- 1943年（昭和18年）5月1日：防府海軍通信学校として開設。翌年から甲種・乙種予科練収容
- 1944年（昭和19年）4月：帝国陸軍航空部隊の防府陸軍飛行場開設。終戦後はイギリス軍に接収される
- 1945年（昭和20年）7月8日：海軍兵学校針尾分校が海軍通信学校校舎へ移転することになり、7月8日から各部ごとに移転、同月15日以後は事実上、防府分校となる。
- 1946年（昭和21年）2月：イギリス連邦占領軍が防府飛行場に進駐。
- 1947年（昭和22年）12月：イギリス連邦占領軍の一員のオーストラリアによるカンタス航空の定期就航（ランカストリアン）
- 1954年（昭和29年）
  - 9月1日：第1教育隊が小月で編成
  - 12月3日：防府飛行場がイギリス連邦占領軍から返還
  - 12月5日：第1教育隊が小月から防府基地へ移動
- 1955年（昭和30年）
  - 2月13日：第1期公募空曹、第1航空教育隊に入隊
  - 2月17日：航空自衛隊幹部学校が浜松から移転
  - 9月20日：幹部学校が小平駐屯地に移転
  - 4月1日：第1期新隊員、第1航空教育隊に入隊
  - 5月2日：第1期自衛隊生徒第1航空教育隊に入隊
- 1959年（昭和34年）6月1日：防府基地が南・北に分立。防府南基地が発足
- 1975年（昭和50年）10月1日：婦人自衛官教育隊が入間で編成。新隊員の教育開始
- 1976年（昭和51年）4月7日：一般空曹候補学生教育開始
- 1982年（昭和57年）12月21日：第1航空教育隊が廃止。航空教育隊編成（隊本部・第1、第2教育群・基地業務群）
- 1989年（平成元年）3月16日：航空教育集団新編に伴い、航空教育隊が同隷下に編合
- 1990年（平成02年）3月1日：第1教育群に婦人自衛官教育大隊を編成
- 1991年（平成03年）4月：空曹候補士教育開始
- 2003年（平成15年）4月1日：婦人自衛官を「女性自衛官」に名称変更
- 2010年（平成22年）4月1日：自衛隊初の女性基地司令（柏原敬子1佐（当時））が着任[1]

## その他
- 航空教育隊司令部庁舎の正面は海（周防灘）を向いて建っている。これは、基地の前身が海軍通信学校だったことを後世に伝えるためとされる（裏にも出入口はある）。
- 基地開庁記念行事は、毎年5月下旬に開催